# Vlčkovice (Kolinec)
Vlčkovice jsou malá vesnice, část městyse Kolinec v okrese Klatovy v Plzeňském kraji. Nachází se 2,5 kilometru severně od Kolince. Vede tudy silnice II/187. Vlčkovice leží v katastrálním území Vlčkovice u Kolince o rozloze 3,72 km².

## Historie
První písemná zmínka o vesnici pochází z roku 1227. V roce 1373 zde sídlil Vilém a později Vintířové z Vlčkovic, kteří je drželi do roku 1543. Později se zde vystřídali další rody až byly roku 1698 připojeny ke Kolinci. Tvrz byla patrová se šindelovou střechou. Nacházela se i s dvorem severovýchodně od středu vsi. Po připojení ke Kolinci byl dvůr i s tvrzí zbořen a nový dvůr vystavěn na východním okraji vsi.

## Obyvatelstvo
| Rok            | 1869 | 1880 | 1890 | 1900 | 1910 | 1921 | 1930 | 1950 | 1961 | 1970 | 1980 | 1991 | 2001 | 2011 | 2021 |
| -------------- | ---- | ---- | ---- | ---- | ---- | ---- | ---- | ---- | ---- | ---- | ---- | ---- | ---- | ---- | ---- |
| Počet obyvatel | 242  | 245  | 224  | 219  | 229  | 251  | 194  | 131  | 108  | 108  | 64   | 57   | 37   | 33   | 28   |
| Počet domů     | 28   | 31   | 33   | 33   | 31   | 31   | 34   | 36   | 50   | 28   | 24   | 29   | 30   | 29   | 30   |

## Obecní správa
Při sčítání lidu v letech 1850–1920 Vlčkovice byly osadou obce Mlázovy v okrese Klatovy. V letech 1930–1963 byly samostatnou obcí, se kterým patřil nejprve do okresu Klatovy, ale v roce 1950 v okrese Sušice. Od roku 1963 jsou částí městyse Kolinec v okrese Klatovy. V letech 1950–1963 k obci patřil Brod.

## Pamětihodnosti
- Kaplička s křížkem na návsi

## Další fotografie

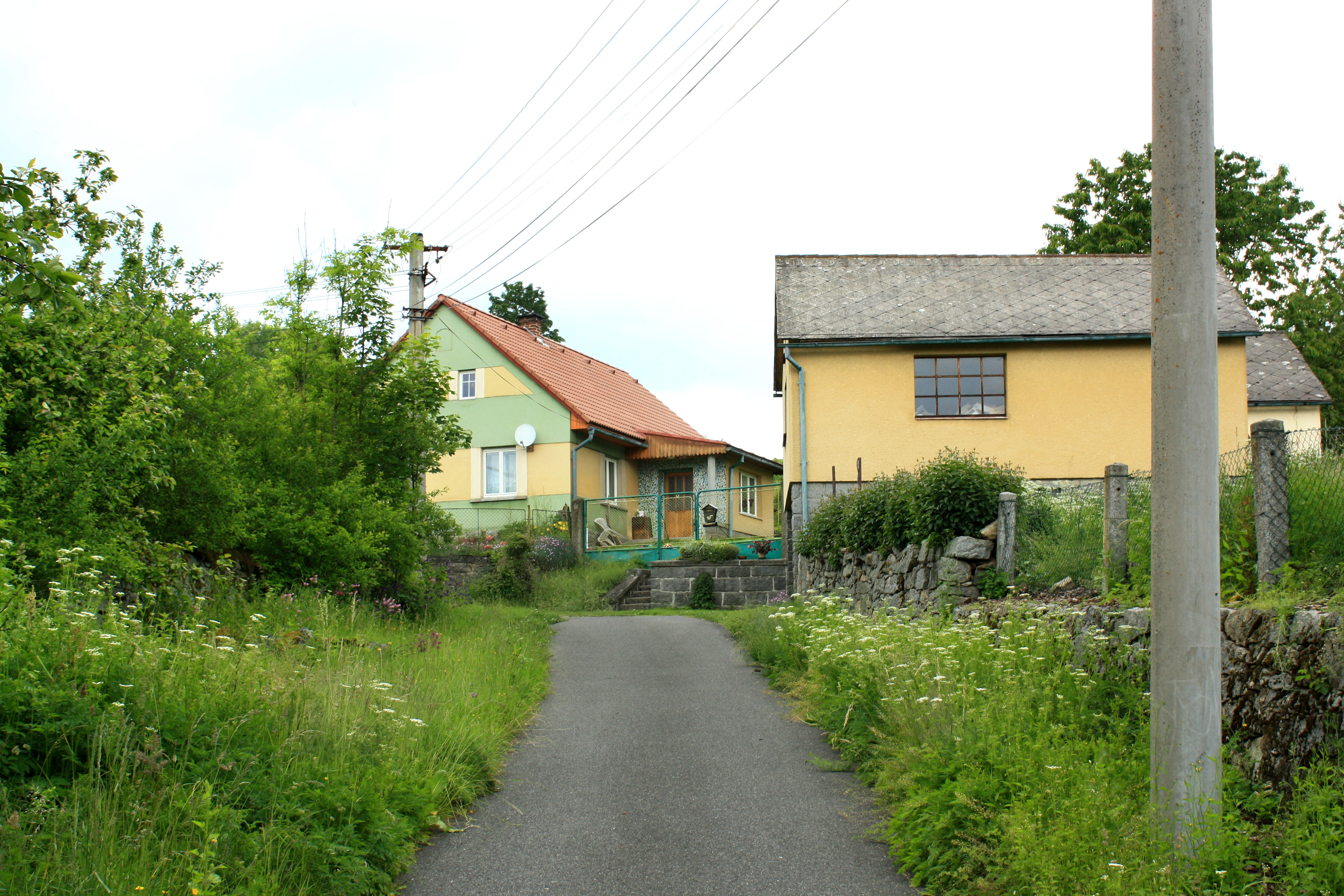
Severní část vsi
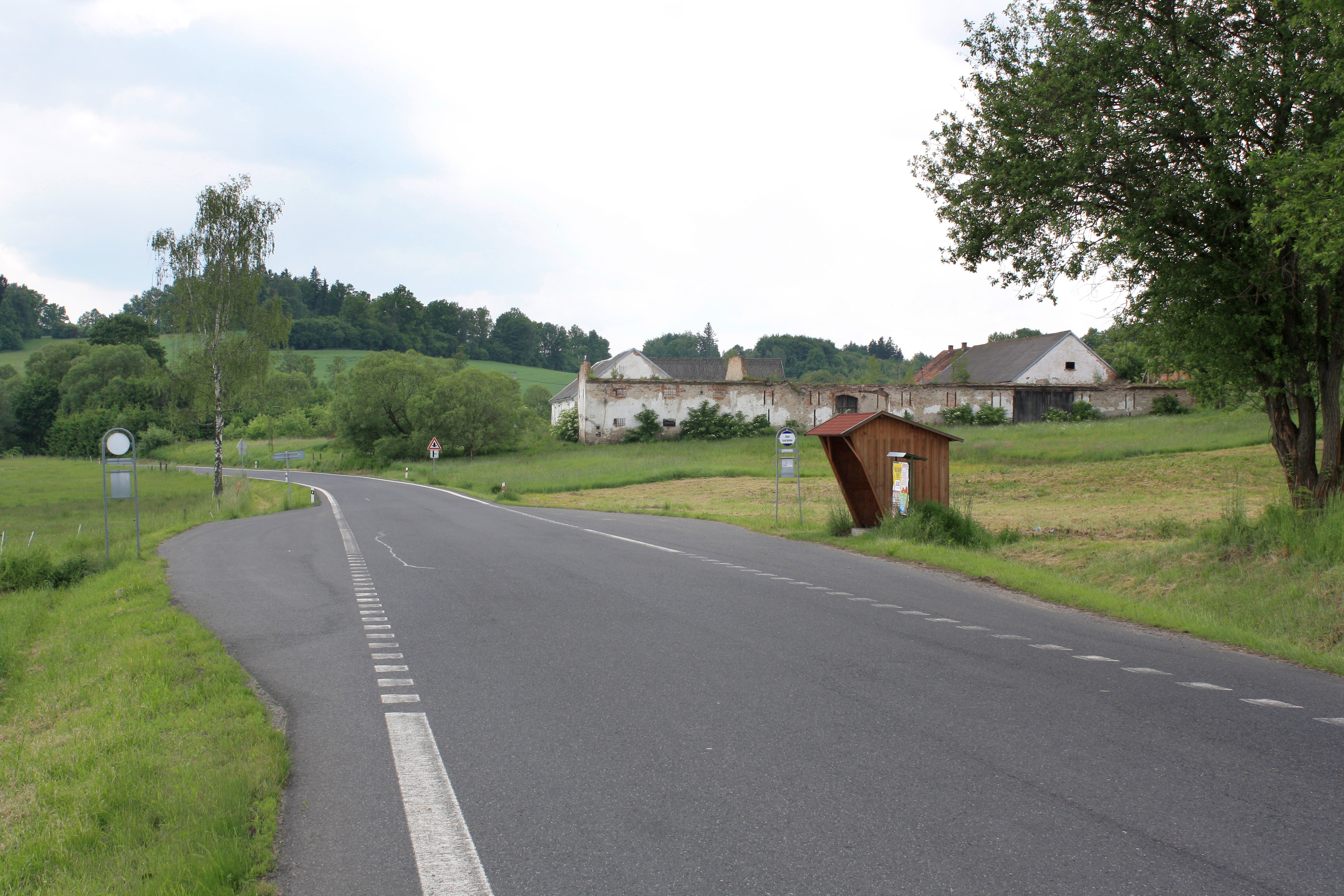
Hlavní silnice
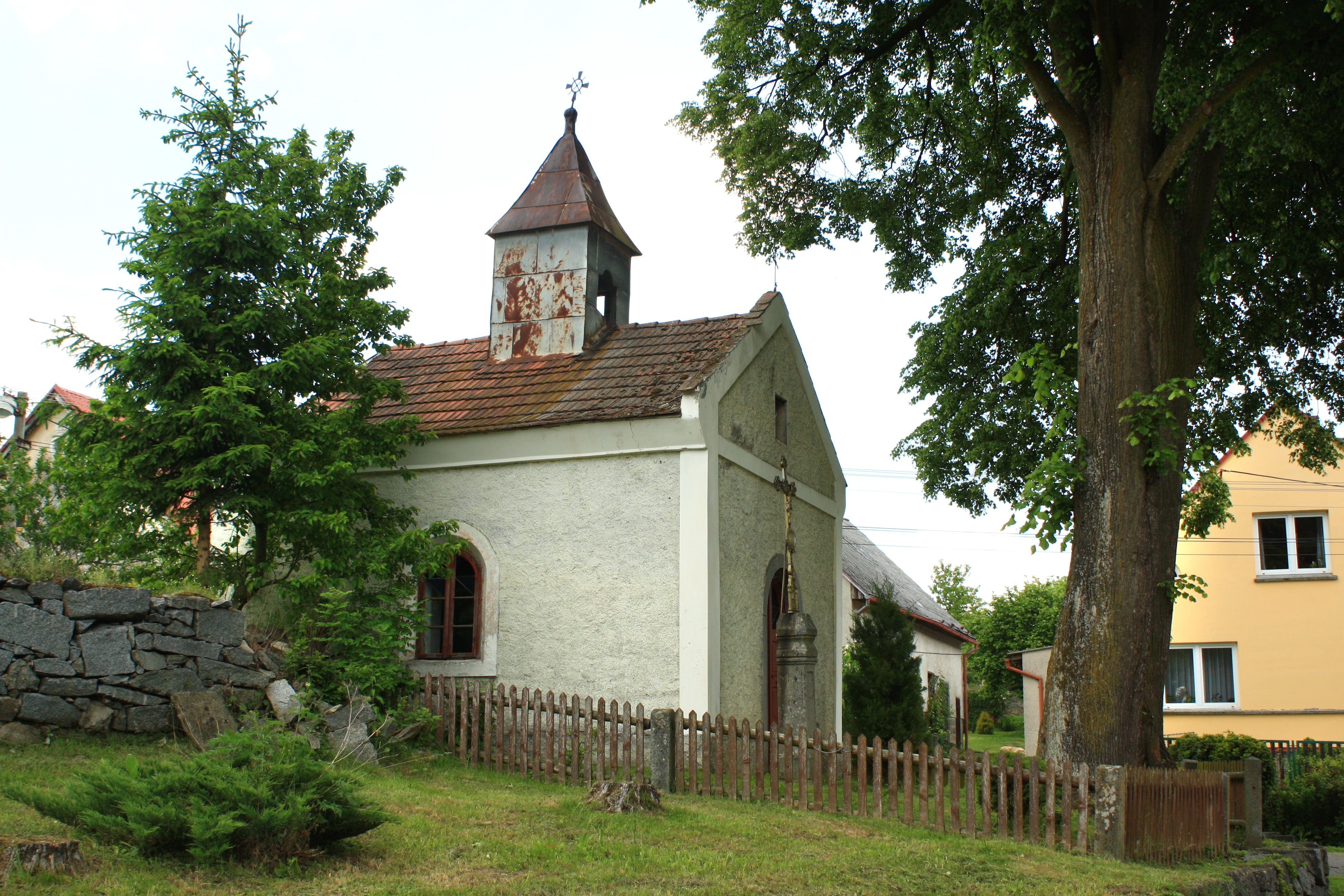
Kaple na návsi